# NGC 5713
NGC 5713 est une galaxie spirale intermédiaire (barrée ?) située dans la constellation de la Vierge. Sa vitesse par rapport au fond diffus cosmologique est de 2 110 ± 16 km/s, ce qui correspond à une distance de Hubble de 31,1 ± 2,2 Mpc (∼101 millions d'al). NGC 5713 a été découverte par l'astronome britannique William Herschel en 1787. Cette galaxie a aussi été observée par l'astronome américain George Phillips Bond le 9 mai 1853 et elle a été inscrite au New General Catalogue sous la cote NGC 5651.
La classe de luminosité de NGC 5713 est II-III et elle présente une large raie HI. Elle renferme également des régions d'hydrogène ionisé. La luminosité de NGC 5713 dans l'infrarouge lointain (de 40 à 400 µm)  est égale à 3,72 × 1010 {\displaystyle L_{\odot }} (1010,57{\displaystyle L_{\odot }}) et sa luminosité totale dans l'infrarouge (de 8 à 1 000 µm) est de 5,25 × 1010 {\displaystyle L_{\odot }} (1010,72{\displaystyle L_{\odot }}).
À ce jour, 16 mesures non basées sur le décalage vers le rouge (redshift) donnent une distance de 20,719 ± 4,389 Mpc (∼67,6 millions d'al), ce qui est à l'extérieur des valeurs de la distance de Hubble. Notons cependant que c'est avec la valeur moyenne des mesures indépendantes, lorsqu'elles existent, que la base de données NASA/IPAC calcule le diamètre d'une galaxie et qu'en conséquence le diamètre de NGC 5713 pourrait être d'environ 30,7 kpc (∼100 000 al) si on utilisait la distance de Hubble pour le calculer.

## Morphologie
Dans la  bande K infrarouge, NGC 5713 présente une barre centrale d'environ  20 secondes d'arc dont l'ellipticité maximale est de 0,56. L'angle de position de celle-ci est de 108°.
Eskridge, Frogel et Pogge ont publié un article en 2002 décrivant la morphologie de 205 galaxies spirales rapprochées. Les observations ont été réalisées dans la bande H de l'infrarouge et dans la bande B (le bleu). Selon Eskridge et ses collègues, NGC 5713 est une galaxie spirale de type SABd dans la bande B et de type SBdm dans la bande H. Cette galaxie est vue presque de face et elle est dotée d'un bulbe brillant, aplati et noyé dans une courte barre dont la luminosité de surface est élevée. La barre a des extensions de faible luminosité de surface qui sont inclinées par rapport à la barre principale. Le disque est très aysmétrique. Il y a trois bras spiraux qui émanent tous du côté sud de la barre laquelle est orienté est-ouest. Le disque intérieur et les bras intérieurs sont parsemés de nœuds et de grumeaux dont la luminosité de surface est élevée, davantage nombreux du côté sud de la barre. La structure spirale s'étend sur environ 270 degrés, mais elle devient diffuse après le premier 90 degrés. Les isophotes du dique externe ne sont pas centrés sur le bulbe, mais apparaissent plutôt décalés vers le sud.

## Groupe de NGC 5746

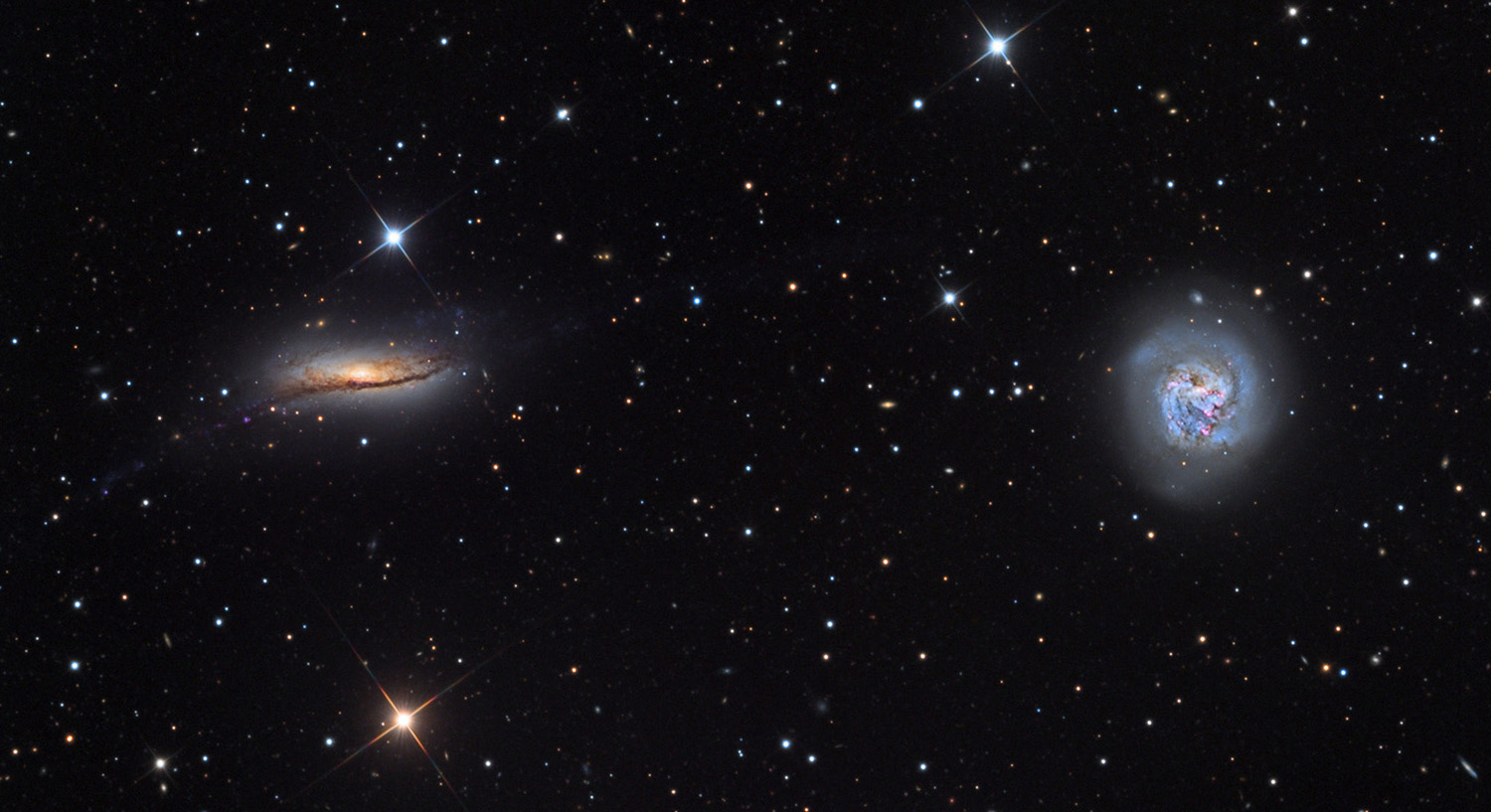
La paire de galaxies NGC 5713 et NGC 5719. (Adam Block (Observatoire du mont Lemmon/Université de l'Arizona))

Selon A. M. Garcia, NGC 5713 fait partie du groupe de NGC 5746. Ce groupe de galaxies compte au moins 31 membres dont NGC 5636, NGC 5638, NGC 5658 (=PGC 51957), NGC 5668, NGC 5690, NGC 5692, NGC 5691, NGC 5701, NGC 5705, NGC 5719, NGC 5725, NGC 5740, NGC 5746, NGC 5750, IC 1022, IC 1024 et IC 1048.
Sur le site « Un Atlas de l'Univers », Richard Powell mentionne aussi le groupe de NGC 5746, mais il n'y figure que 14 galaxies, dont NGC 5691. Six autres galaxies du groupe de NGC 5746 de Garcia se trouvent dans un autre groupe mentionné par Powell, soit le groupe de NGC 5638. Selon Powell, la galaxie NGC 5701 ne fait pas partie d'un groupe de galaxies et les autres galaxies de Garcia ne figurent pas dans celles retenues par celui-ci.
Le groupe de NGC 5746 fait partie de l'Amas de la Vierge III, un des amas du superamas de la Vierge.